# Mesjön (Hörnefors socken, Västerbotten, 707033-171191)
Mesjön är en sjö i Umeå kommun i Västerbotten och ingår i Umeälven-Hörnåns kustområde. Sjön har en area på 0,0532 kvadratkilometer och ligger 30,1 meter över havet.

## Delavrinningsområde
Mesjön ingår i det delavrinningsområde (706971-171191) som SMHI kallar för Rinner mot Mjölefjärden. Medelhöjden är 20 meter över havet och ytan är 4,8 kvadratkilometer. Det finns inga avrinningsområden uppströms utan avrinningsområdet är högsta punkten. Avrinningsområdets utflöde mynnar i havet, utan att ha någon enskild mynningsplats. Avrinningsområdet består mestadels av skog (75 procent). Avrinningsområdet har 0,05 kvadratkilometer vattenytor vilket ger det en sjöprocent på 1 procent. Bebyggelsen i området täcker en yta av 0,72 kvadratkilometer eller 15 procent av avrinningsområdet.